# Stormont County
Stormont County ist ein historischer Bezirk der kanadischen Provinz Ontario. Der Bezirk wurde 1792 gegründet und ging später in die Stormont, Dundas and Glengarry United Counties auf.
Nach ersten Besiedelungen ab 1785 wurde das County 1792 auf einer Fläche von 1,006 km² im Südosten von Ontario am Sankt-Lorenz-Strom gegründet. Einige der ersten Siedler waren der britischen Krone treue Flüchtlinge vor dem Amerikanischen Unabhängigkeitskrieg. Etwa ein Drittel der Pioniere kamen aus dem schottischen Hochland (siehe auch Highland Clearances), ein Drittel waren Deutsche, und der Rest waren Engländer, Iren und Schotten aus dem Tiefland. 1800 wurde Russell County abgespalten.